# Weisat
Das Weisat oder Weisert (vermutlich vom althochdeutschen Wort „wisod“ = Geschenk, nach anderen Quellen von lateinisch „visitare“ = besuchen) ist ein alter süddeutscher Brauch, insbesondere zur Geburt eines Kindes.
Das zu wisod’ gehörige schwache Verb wîsen, gewîst lebt ebenfalls weiter im Brauch des Weisens als einer formellen Übergabe von Geschenken zu bestimmten Anlässen. Insbesondere ist das Weisen der Brauch des rituellen Einsammelns der Hochzeitsgeschenke, der in Teilen Bayerns und Österreichs als Bestandteil einer Hochzeit noch lebendig ist, obschon bereits 1553 das Weisen auf Hochzeiten landesweit verboten wurde, nur wenn „Vatter, Mutter oder ander nechste Freund dem Preutvolck ausserhalb der Hochzeit was schenken oder weisen wollten, das soll jnen unverwert seyn,“ und durch das Landrecht von 1616 auch „nur denen von der Ritterschaft, Adel, alten Geschlechtern, Räthen und Doctoren“ gestattet wurde.
Im Mittelalter war das wîsat, wîsot, wîsoede ein freiwilliges Geschenk in Naturalien, das zu bestimmten Feiertagen an die Kirche oder den Grundherrn übergeben wurde. Zu Ostern waren Eier üblich, zu Pfingsten und Weihnachten Käse. Später wurde daraus eine Pflichtabgabe („nebst 100 Stück Käse und 12 Hünern Weisat“), die auch in Geld abgegolten werden konnte.
Das Weisat ist demnach in erster Linie der Begriff für das Geschenk zur Geburt eines Kindes, das durchaus Nützliches sein konnte, so Bedarf dafür bestand. 1947 wird etwa aus Tirol berichtet, dass die Nachbarinnen „mit kaltem Fleisch, Kaffee, Semmeln und Kuchen“ bewirtet wurden, wenn sie alsWeisat „Gebrauchsgeschirr, Stoff zu einem Kleid, eine Schürze usw. mitbringen.“
Ab dem 19. Jahrhundert entwickelte sich das Wisat vor allem in Süddeutschland und Österreich zu der Weisat als einem Brauch, dass der Pate/die Patin die Wöchnerin und ihr Neugeborenes besuchen. Der Besuch erfolgte in der Regel in den ersten Tagen nach der Geburt. Ursprünglich wurden stärkende Speisen mitgebracht, die zur Erholung der geschwächten Mutter beitragen sollten: eine alte Henne für eine kräftige Suppe, Eier, Brot, Kaffee, Zucker, Wein oder Met.
In Südtiroler Pustertal ging die Patin gleich zweimal „in die Weisat“, denn vor dem allgemeinen Besuch kam sie bereits am dritten Tag nach der Geburt „in die Vorweisat“, zu der sie der Wöchnerin nur ein mürbes Brot brachte und sich nach ihrem Befinden erkundigte.
Vielfach war es üblich geworden, „die Weisat“ nur noch bei der Geburt des ersten Kindes zu feiern, etwa in Niederbayern, wo dann der Kindesvater bei dieser Nachfeier ein Fässchen Bier, Braten und Gesottenes stiftete.
Gleichsam pflichtgemäß müssen hingegen Paten, Verwandte, Nachbarn und andere Bekannte in einigen Gegenden Tirols einige Tage nach der Taufe zur Wöchnerin „ins Weisat“" und ihr in einem Korb ihre Geschenke bringen („weisen“), doch auch da hat man die Pflicht zumeist auf die Erstgeburt eingeschränkt. In Imst in Tirol existiert eine weitere Besonderheit: Zum Weisat sind dem Herkommen gemäß nur diejenigen verpflichtet, die bereits zur Hochzeit geladen waren, und auch diese nur bei der Geburt des ersten Kindes; man betrachtet dort das „Weisat“ sozusagen als Dank für das Hochzeitsmahl.
Ein „Weisat“ waren zunächst also die ans Wochenbett gebrachten Geschenke, daraus folgend aber bereits seit längerer Zeit auch der Besuch selbst,. Zur Formulierung wurde sowohl auf das Neutrum (ins Weisat gehen) als auch auf das Femininum (in die Weisat gehen) zurückgegriffen.
In Oberbayern wird der Besuch jedoch auch als „Weisertweckenfahren“, „Weisatgehen“ bzw. „Zum Weisert gehen“ bezeichnet, denn das besondere Geschenk, dessen Überreichung zu einem beliebten fröhlichen Beisammensein wird, ist der Weisertwecken, ein Weizengebäck, dessen Länge vom Gewicht des Neugeborenen bestimmt wird: 1 m pro halbes Kilogramm.
Der Brauch ist auch in Niederbayern, in Schwaben und in Teilen Österreichs (vor allem in Oberösterreich und im Salzburger Pinzgau) bekannt.